# Малые тела Солнечной системы
Малое тело Солнечной системы — термин, введённый Международным астрономическим союзом в 2006 году для обозначения объектов Солнечной системы, которые не являются ни планетами, ни карликовыми планетами, ни их спутниками:
Все прочие объекты, обращающиеся вокруг Солнца, за исключением спутников, должны быть отнесены к «малым телам Солнечной системы» ... В настоящее время в их список включено большинство астероидов Солнечной системы, большинство транснептуновых объектов (ТНО), а также кометы и прочие малые тела.
В настоящее время нет ясности, будет ли проведена для малых тел Солнечной системы нижняя граница размеров или к ним будут отнесены любые объекты до уровня метеороидов.
Естественные спутники, вообще говоря, отличаются от малых тел Солнечной системы только орбитами: они обращаются не вокруг Солнца, а вокруг других объектов Солнечной системы. Крупные спутники отличаются ещё и тем, что пребывают в гидростатическом равновесии (в результате чего имеют круглую форму).
Некоторые из крупнейших малых тел Солнечной системы в дальнейшем могут быть переклассифицированы в карликовые планеты, если в результате дальнейших исследований выяснится, что они находятся в состоянии гидростатического равновесия.
Орбиты подавляющего большинства малых тел Солнечной системы расположены в двух различных областях, называемых пояс астероидов и пояс Койпера. Эти два пояса имеют неоднородности, вызванные возмущениями от больших планет (в частности Юпитера и Нептуна) и имеют размытые границы. Другие области Солнечной системы также содержат малые тела, но в гораздо меньшей концентрации. Они включают в себя околоземные астероиды, кентавры, кометы, объекты рассеянного диска.
Наименьшие макроскопические тела, обращающиеся вокруг Солнца, называются метеороиды. Есть ещё более мелкие объекты, такие как межпланетная пыль, частицы солнечного ветра и свободные атомы водорода. Определение околоземного объекта относит объекты до 50 м в диаметре в категорию метеороидов. Королевское астрономическое общество выдвинуло на рассмотрение новое определение, по которому метеороиды имеют диаметр от 0,1 мм до 10 м. Более мелкие частицы будут относиться к межпланетной пыли, молекулам газа и отдельным атомам.